# Alexander Wienerberger
Alexander Wienerberger (Viena, 8 de diciembre de 1891 - Salzburgo, 5 de enero de 1955) fue un ingeniero químico austriaco que trabajó durante 19 años en empresas químicas de la URSS. Durante su trabajo en Jarkov, creó una serie de fotografías del Holodomor en 1932-1933, que proporcionan evidencia fotográfica del hambre masiva del pueblo ucraniano en ese momento. 

## Biografía
Alexander Wienerberger nació en Viena en una familia de ascendencia mixta. A pesar de que su padre era judío y su madre checa, el propio Alexander se consideraba austríaco y ateo según su hija.
De 1910 a 1914 estudió en la Facultad de Filosofía de la Universidad de Viena . 
Durante la Primera Guerra Mundial, fue movilizado al ejército austrohúngaro, participó en batallas contra el ejército ruso y fue capturado en 1915. 
En 1917 se le permitió mudarse a Moscú, donde fundó un laboratorio químico con amigos. En el otoño de 1919 intentó huir a Austria con documentos falsificados de la Rusia soviética a través de Estonia, pero en Pskov fue arrestado por Cheka y sentenciado por espionaje. Pasó una parte importante de la década de 1920 en la prisión de Lubyanka en Moscú. Durante su estancia en prisión, sus habilidades como químico fueron apreciadas por el gobierno soviético, que empleó a prisioneros extranjeros en la producción. Wienerberger fue nombrado ingeniero para la producción de pinturas y barnices y trabajó más tarde en fábricas para la producción de explosivos.
En 1927  fracasó su matrimonio con Josefine Rönimois. La exesposa permaneció en Estonia junto con su hija Annemarie y su hijo Alexander (más tarde Annemarie se mudó a Austria). 
En 1928, Wienerberger visitó a sus familiares en Viena por primera vez después de su encarcelamiento, y se casó con Lilly Zimmermann, hija de un fabricante de Schwechat. A su regreso a Moscú, se levantaron las restricciones, lo que permitió a su esposa mudarse a la Unión Soviética. En 1931, a su esposa se le permitió regresar a Viena por un corto tiempo, donde dio a luz a su hija Margot. 
A principios de la década de 1930, la familia Wienerberger vivía en Moscú, donde Alexander trabajaba en una planta química. En 1932 fue transferido a Ljubutschany (Óblast de Moscú) como director técnico de una fábrica de plástico, y en 1933 fue transferido a Jarkov en el mismo puesto. 

### Evidencia fotográfica de la hambruna en 1932-1933

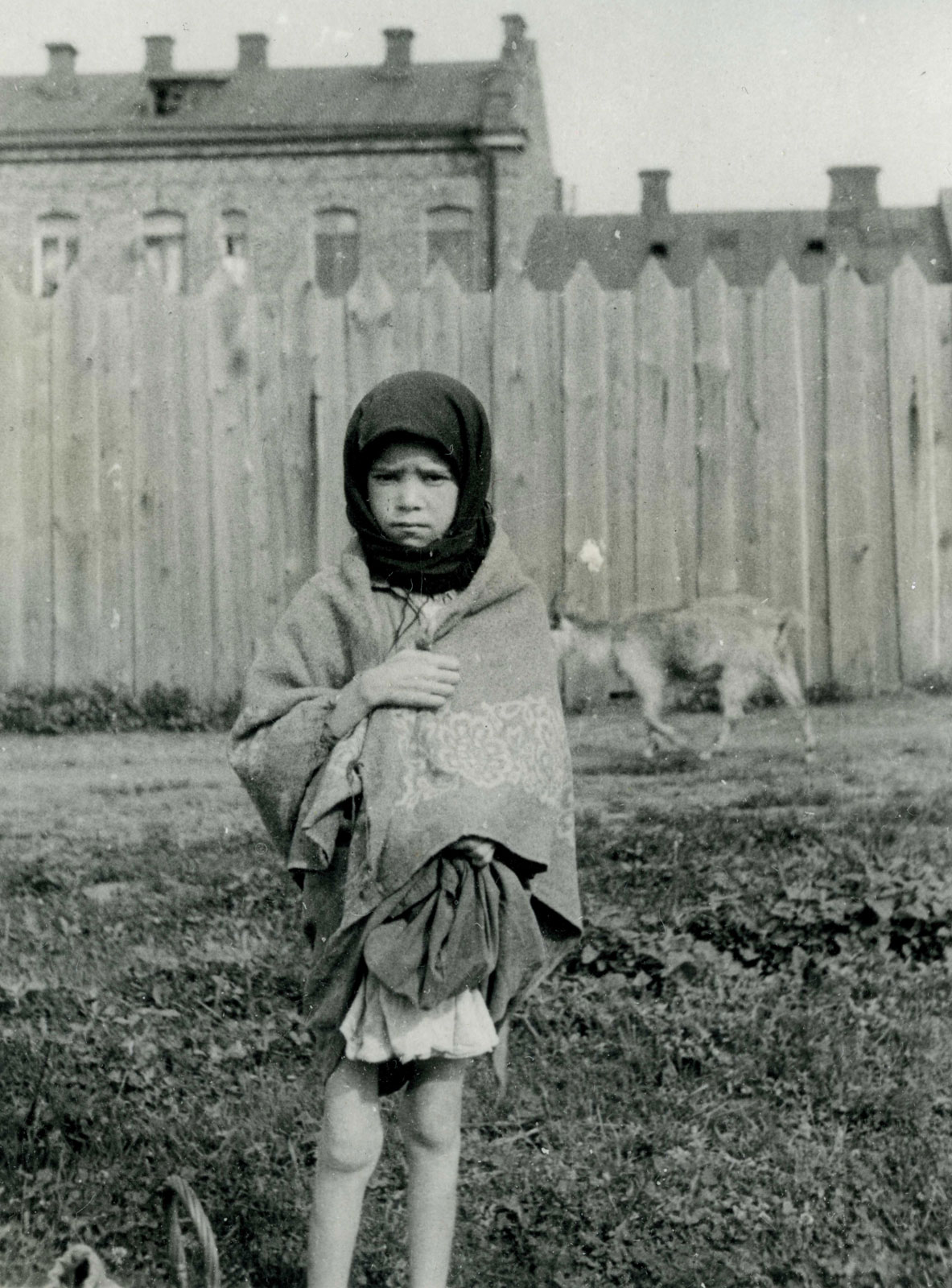
Una foto de una niña hambrienta de Jarkov es una de las fotos más famosas del Holodomor (por Alexander Wienerberger).

Cuando Wienerberger vivía en Jarkov, la capital de la RSS de Ucrania en ese momento, fue testigo de una gran hambruna y fotografió las escenas que vio en las calles de la ciudad a pesar del inminente arresto del NKVD . 
Durante su estancia en Jarkov, Alexander Wienerberger hizo en secreto unas 100 fotografías de la ciudad durante la hambruna. Sus fotografías muestran colas de espera de personas hambrientas en frente de tiendas de comestibles, niños hambrientos, cuerpos de muertos en las calles de Jarkov y fosas comunes de víctimas del hambre. El ingeniero creó sus fotos con la cámara Leica alemana, que probablemente le fue transmitida por amigos del extranjero.
Wienerberger se fue a Austria en 1934 y, con la ayuda de la Embajada de Austria, envió cartas negativas por correo diplomático. Los diplomáticos austriacos insistieron en tal precaución, ya que un posible descubrimiento de fotografías en el control fronterizo podría amenazar su vida. Después de su regreso a Viena, Wienerberger presentó las imágenes al cardenal Theodor Innitzer, quien las presentó junto con el Secretario General del Comité Internacional de Minorías Nacionales, Ewald Ammende, en la Liga de las Naciones.
En 1934, el Frente Patriótico en Austria publicó las fotos de Wienerberger en un pequeño folleto titulado Rußland, wie es wirklich ist"" ( "Rusia en realidad"), pero sin mencionar al autor.
Las fotografías de Wienerberger se pusieron a disposición del público por primera vez en 1935 gracias a la publicación en el libro "Muss Russland hungern?" (¿Debería Rusia morir de hambre?)  de Ewald Ammende. En la publicación, la autoría de Wienerberger no fue mencionada por razones de seguridad. En 1939, Alexander Wienerberger publicó en Austria su propio libro conmemorativo sobre la vida en la Unión Soviética, en el que dos capítulos están dedicados al Holodomor. Las fotos fueron reproducidas en sus memorias publicadas 1942.
En 1944, Wienerberger sirvió como oficial de enlace del Ejército de Liberación de Rusia. Después de la guerra, logró evitar la extradición a las tropas soviéticas: penetró en la zona de ocupación estadounidense en Salzburgo, donde murió en 1955. 
Hasta el día de hoy, las fotos de Wienerberger se han vuelto a publicar en muchas otras obras y se exhiben en particular en el Museo Canadiense de Derechos Humanos en Winnipeg.

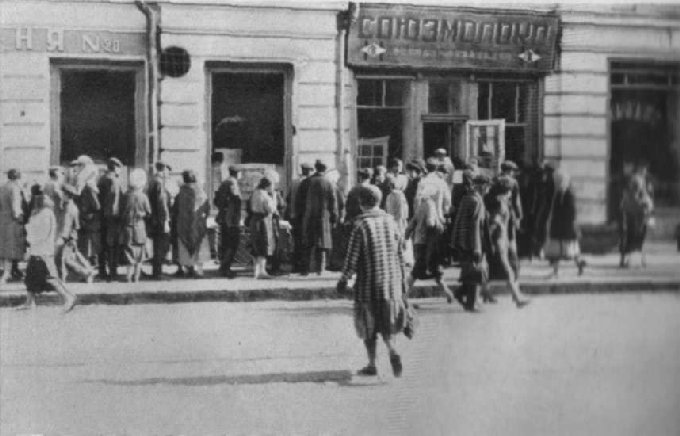
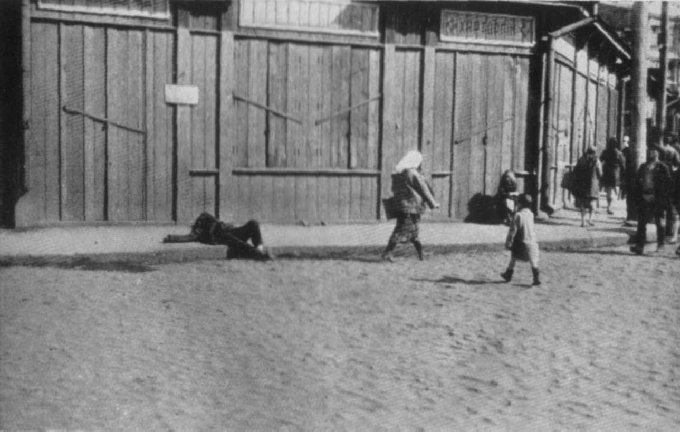
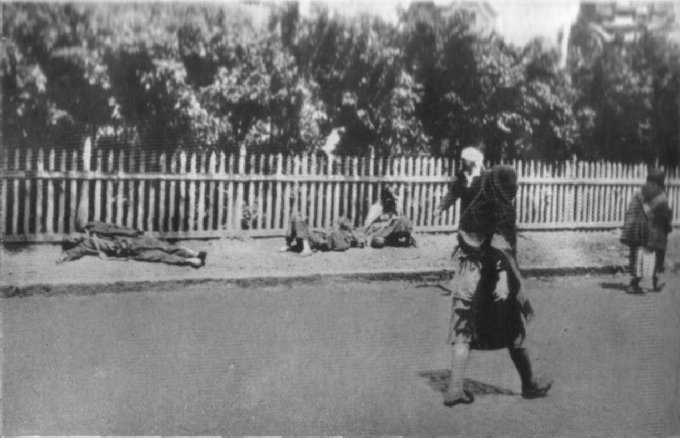
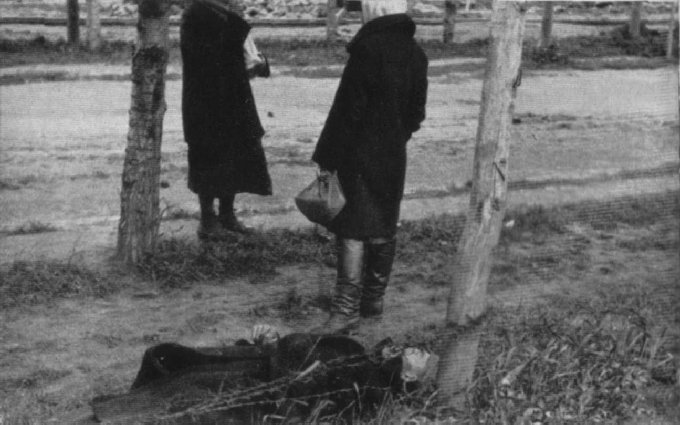
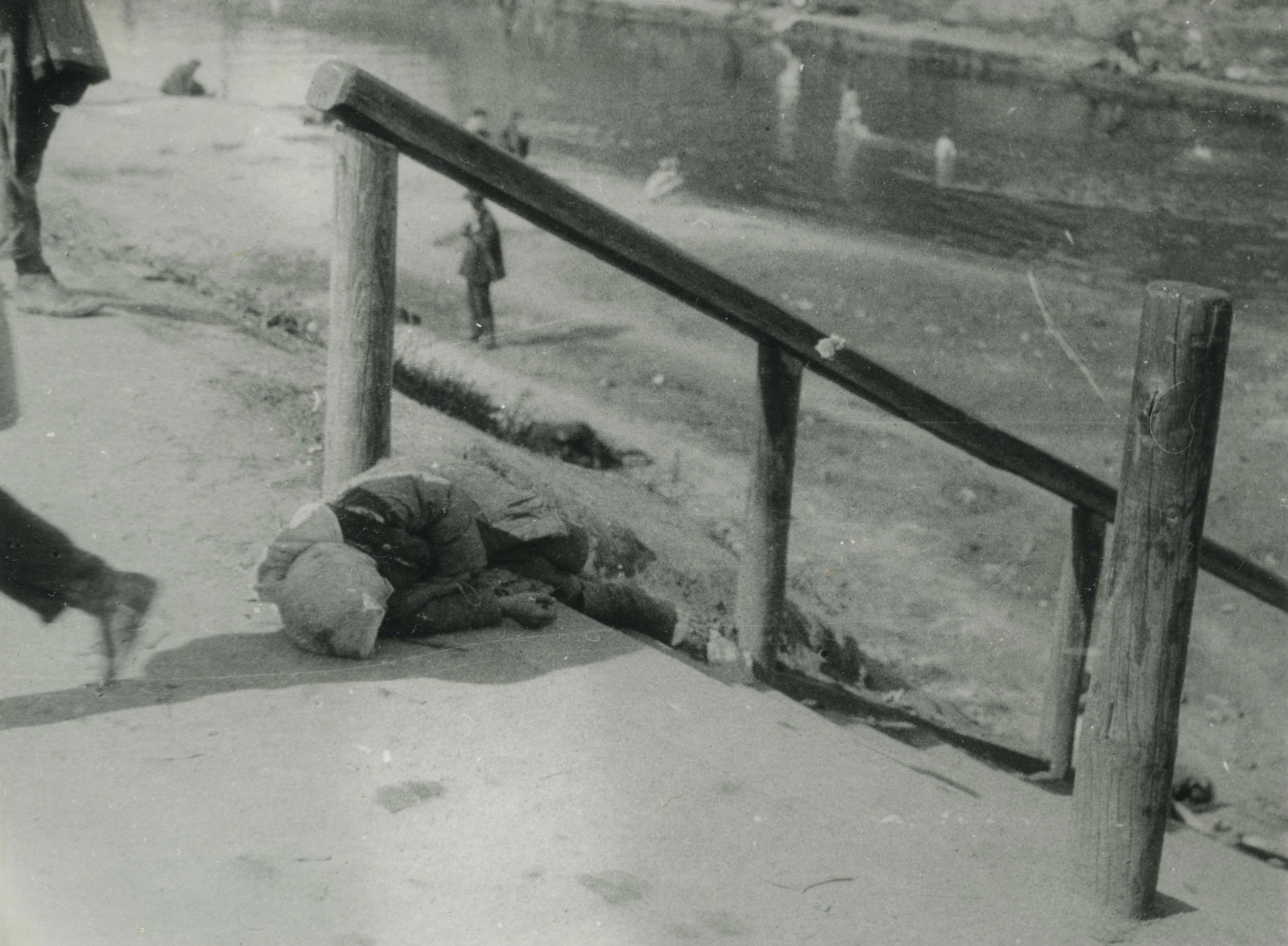
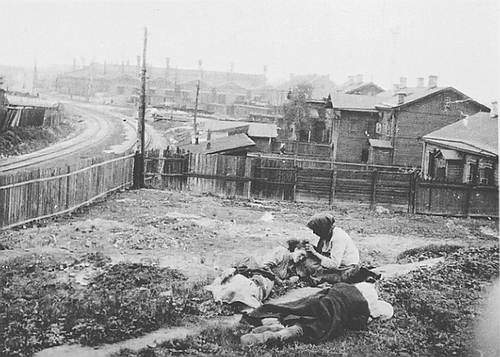
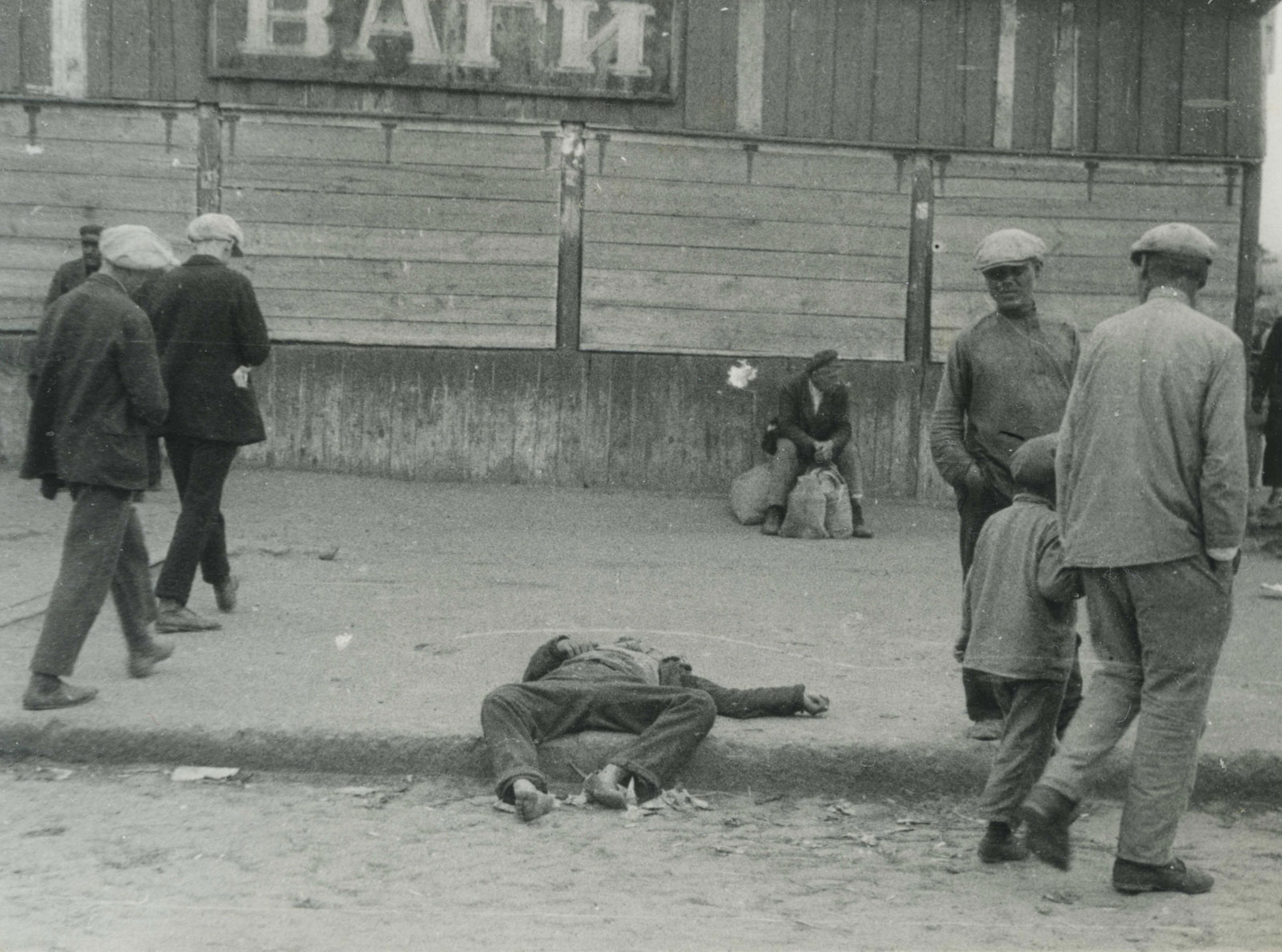
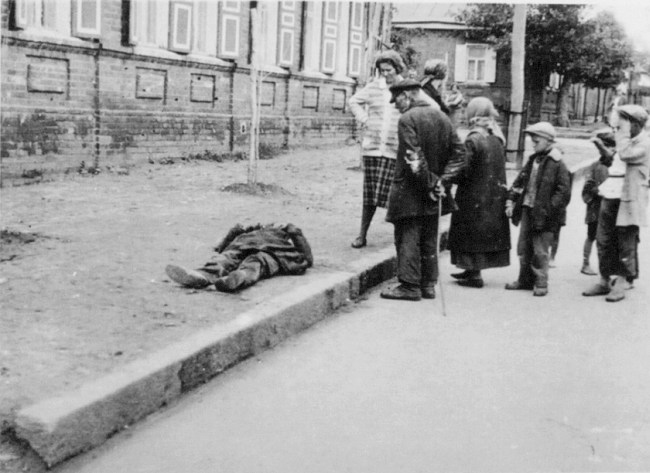
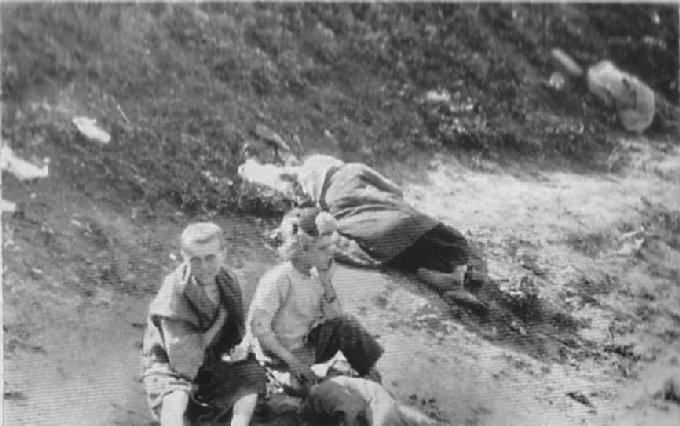
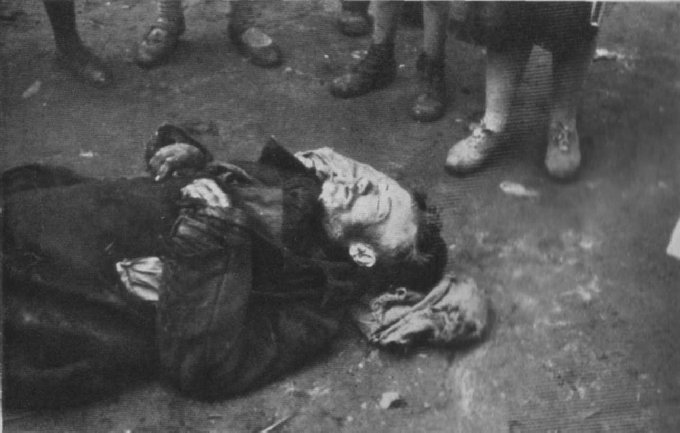

### Ucraniano
- Голодомор - Знімки австрійського фотографа-аматора, зображення жертв, місць масових поховань на околицях Харкова та вимерле від голоду село.  МЗС України
- Александр Вінербергер у спогадах доньки. Національний музей Голодомору-геноциду
- Це був геноцид: історія британської фотохудожниці, яка ширить пам'ять про Голодомор BBC Україна
- Зустріч з правнучкою інженера Вінербергера, автора унікальних фото Голодомору. Національний музей Голодомору-геноциду
- Український Голодомор очима австрійця. Радіо «Свобода»
- Люди помирали просто на узбіччях - жахіття Голодомору очима австрійського інженера Вінерберґера. Gazeta.ua
- Люди Правди, кремлівська пропаганда і корисні ідіоти. Дзеркало тижня
- Невідомі фото Голодомору інженера Вінербергера. Радіо «Свобода»
- «Годували свиней трупами»: опубліковано невідомі раніше фото Голодомору. Obozrevatel
- Голодомор: унікальні фото від австрійського інженера. Ukrinform
- Іноземці про Голодомор: унікальні фото від австрійського інженера. Glavcom.ua

### Otros idiomas
- Alexander Wienerberger: Recuerdos de su hija [recuperado 20.10.2013].
- Alexander Wienerberger historia fotográfica británica
- https://www.rferl.org/a/holodomor-ukraine/25174454.html
- Josef Vogl. Alexander Wienerberger   - Fotógrafo del Holodomor. En: Archivo de documentación de la resistencia austriaca (ed. ), Enemy pictures, Viena 2015 (= anuario 2015), pp. 259-272
- Уникальные фото Голодомора в Украине: их тайком снял Александр Винербергер
- «Рискуя попасть в застенки НКВД, мой прадед фотографиравал жертв Голодомора»

- Datos: Q18507721
- Multimedia: Alexander Wienerberger / Q18507721